# John Olson
John Olson (1947) es un fotógrafo estadounidense, exfotógrafo de combate y ganador de la Medalla de Oro Robert Capa por sus fotografías de la batalla de Hue durante la guerra de Vietnam. Su fotografía de un tanque sobre el que se amontonan un grupo de marines heridos está considerada una de las imágenes más emblemáticas del conflicto.

## Batalla de Hue
Mientras se desempeñaba como fotógrafo de combate para el periódico Star and Stripes, Olson tomó una serie de fotografías de los combates de la batalla de Hue mientras seguía al 1.° Batallón, 5.° Regimiento de Marines que intentaba recuperar la ciudad. Las fotografías fueron publicadas por Stars and Stripes y también en la revista Life. A menudo se atribuye a la crudeza de sus imágenes el haber jugado un papel relevante en la posterior retirada de Estados Unidos de la guerra de Vietnam. Olson fue galardonado con el premio Medalla de Oro Robert Capa en 1968 por este trabajo, por su «valor e iniciativa excepcionales».